# Бивье
Бивье (фр. Biviers) — коммуна во Франции, находится в регионе Рона — Альпы. Департамент коммуны — Изер. Входит в состав кантона Мелан. Округ коммуны — Гренобль.
Код INSEE коммуны — 38045. Население коммуны на 2012 год составляло 2325 человек. Населённый пункт находится на высоте от 311 до 1388 метров над уровнем моря. Муниципалитет расположен на расстоянии около 480 км юго-восточнее Парижа, 95 км юго-восточнее Лиона, 9 км северо-восточнее Гренобля. Мэр коммуны — René Gautheron, мандат действует на протяжении 2014—2020 гг.
Динамика населения (INSEE):